# Gastonia crassa
Polyscias crassa là một loài thực vật thuộc họ Araliaceae. Đây là loài đặc hữu của Seychelles. Chúng hiện đang bị đe dọa vì mất môi trường sống.